# Herbert Smith
Herbert Smith (Witney, 22 de novembro de 1877 - 6 de janeiro de 1951) foi um futebolista inglês que competiu nos Jogos Olímpicos de 1908, sendo campeão olímpico.
Herbert Smith pela Seleção Britânica de Futebol conquistou a medalha de ouro em 1908. .